# Medgyesi Ödön
Medgyesi Ödön, Wexelgertner (Ménes, 1844. – Budapest, 1897. május 3.) főgimnáziumi tanár, rajztanár.

## Életpályája
Wexelgertner Ferenc és Weinsauer Teréz fiaként született. 1876-ban tanári oklevelet kapott. 1878–1889 között a rajzoló geometria és szabadkézi rajz rendes tanára volt az aradi királyi főgimnáziumban. 1889 szeptemberében szabadságon volt és 1890. május 1-jén nyugdíjba vonult. Halálát idült vesegyulladás okozta. Felesége Rákóczy Teréz volt.
Cikke a Középiskolai Szemlében (A geometriai testek szemlélet útján való ábrázolásáról.)